# Alberto Cuello
Alberto Cuello (Tucumán, Argentina, 23 de septiembre de 1908) fue un futbolista argentino que se desempeñaba como defensor. Se destacó en Tigre y River Plate. Es considerado como uno de los mejores defensores de la historia del fútbol argentino.

## Historia

### Tigre
Comenzó con veinte años en el Club Atlético Tigre, en una edad temprana, formó parte de la Copa Estímulo de 1929 y la Primera División en 1930. También participó en la primera edición de la era profesional. 
Solo un año necesitó para llegar a vestir la casaca de la Selección Argentina de Fútbol, pues sus trascentes actuaciones en la escuadra tigrense lo catapultaron rápidamente a la consideración popular, integrando junto a Tarrío, Piaggio y Paternoster el cuarteto de fullbacks del combinado argentino que ganó la Copa América 1929.

### River Plate
El gran prestigio adquirido en Tigre lo consolidó en el año 1932 al ser transferido a River Plate, donde se lo reconoció como el «gran señor del área» y, en el mismo año salió campeón. Mostró con suma regularidad la calidad de su juego técnico y vigoroso, que le permitieron descollar, durante años en los torneos profesionales.
También fue partícipe de los dos títulos ganados en forma consecutiva en 1936 y 1937, bajo la dirección del entrenador húngaro Emerich Hirschl.
En 1941 construyó la formación de River Plate, que más tarde fue apodado La Máquina. Ese año ganó su último título nacional y se retiró del activo jugando contra Banfield,.

## Selección nacional
Cuello llegó a la selección en 1929: en ese año fue convocado al Campeonato Sudamericano como defensa suplente. En esa competición, de hecho, nunca debutó. Su debut con la Selección Nacional se dio el 25 de mayo de 1930, en el partido contra Uruguay válido por la Copa Newton, celebrado en el Estadio Gasómetro de Buenos Aires. Luego jugó tres amistosos, todos con Uruguay, en el período de dos años 1933-1934, dos de ellos en Montevideo y uno en Avellaneda. En 1936 participó en la Copa Héctor Gómez. En 1937 fue convocado nuevamente a participar en una Campeona Sudamericana; seleccionado por el entrenador Seoane, Cuello todavía estaba incluido entre las reservas. Hizo su debut el 9 de enero contra Paraguay, reemplazando a su compañero Iribarren en el minuto 53. 

## Trayectoria
| Club        | País      | Período   |
| ----------- | --------- | --------- |
| Tigre       | Argentina | 1928-1932 |
| River Plate | Argentina | 1932-1941 |

## Palmarés

### Campeonatos nacionales
| Títulos (5)      | Equipo      | País      | Año              |
| ---------------- | ----------- | --------- | ---------------- |
| Primera División | River Plate | Argentina | 1932             |
| Primera División | River Plate | Argentina | 1936             |
| Primera División | River Plate | Argentina | Copa de Oro 1936 |
| Primera División | River Plate | Argentina | 1937             |
| Primera División | River Plate | Argentina | 1941             |

### Copas nacionales
| Títulos (3)         | Equipo      | País      | Año  |
| ------------------- | ----------- | --------- | ---- |
| Copa de Competencia | River Plate | Argentina | 1932 |
| Copa Ibarguren      | River Plate | Argentina | 1937 |
| Copa Escobar        | River Plate | Argentina | 1941 |

### Copas internacionales
| Títulos (4)  | Equipo              | País      | Año  |
| ------------ | ------------------- | --------- | ---- |
| Copa América | Selección Argentina | Argentina | 1929 |
| Copa América | Selección Argentina | Argentina | 1937 |
| Copa Aldao   | River Plate         | Argentina | 1936 |
| Copa Aldao   | River Plate         | Argentina | 1937 |